# 石马坪街道
石马坪街道，是中华人民共和国甘肃省天水市秦州区下辖的一个乡镇级行政单位。

## 行政区划
石马坪街道下辖以下地区：
东团庄社区、石马坪社区、莲园社区、西河南路第一社区和西河南路第二社区。